# Полюбить Аннабель
«Полюбить Аннабель» (англ. Loving Annabelle) — американская мелодрама 2006 года режиссёра Кэтрин Брукс.

## Сюжет
Аннабель (Эрин Келли) — дочь сенатора, которая за свой своевольный нрав отправлена в католическую школу со строгими порядками. Контролировать Аннабель поручают Симоне (Дайан Гейдри) — учительнице литературы. Заинтересованные внутренним миром друг друга, Симона и Аннабель всё больше и больше сближаются. Их отношения углубляются. Не в силах противиться открыто выраженным чувствам молодой девушки и своим собственным желаниям, Симона отдаётся на волю страсти. Но тут же наступает расплата: их застаёт «на месте преступления» директор школы, и Симону арестовывают по подозрению в совращении несовершеннолетней.
Сюжет фильма имеет общие черты с пьесой Кристы Уинслоу Gestern Und Heute, по которой ранее был снят фильм «Девушки в униформе» версий 1931 и 1958 годов. Схожие моменты:
- главную героиню привозят в женскую школу со строгими порядками
- школой заведует строгая жёсткая директриса
- главная героиня влюбляется в учительницу
- происходит скандал, связанный с фактом взаимоотношений учительницы и ученицы.

## В ролях
| В ролях         |  | Персонаж        |
| --------------- |  | --------------- |
| Эрин Келли      |  | Аннабель Тилман |
| Дайан Гейдри    |  | Симона Бредли   |
| Лора Брекенридж |  | Колинс          |
| Мишель Хорн     |  | Кристен         |

| В ролях         |  | Персонаж        |
| --------------- |  | --------------- |
| Жюстин Фудикар  |  | Кэт Пегрум      |
| Айлин Граф      |  | Мать Иммакулата |
| Маркус Фланаган |  | Майкл           |
| Карен Телиха    |  | Сестра Клэр     |

## Награды
Фильм получил следующие награды:
| Награды                                                | Награды | Награды                                     | Награды                     | Награды                   |
| ------------------------------------------------------ | ------- | ------------------------------------------- | --------------------------- | ------------------------- |
| Фестиваль / Премия                                     | Год     | Награда                                     | Категория                   | Победитель                |
| Atlanta Film Festival                                  | 2006    | Приз зрительских симпатий                   |                             | Кэтрин Брукс              |
| Austin Gay & Lesbian International Film Festival       | 2006    | aGLIFF Award                                | Best Narrative Feature      | Кэтрин Брукс              |
| Barcelona International Gay & Lesbian Film Festival    | 2006    | Приз зрительских симпатий                   | Лучший художественный фильм | Кэтрин Брукс              |
| Fort Worth Gay and Lesbian International Film Festival | 2006    | Q Award                                     | Narrative Feature           | Кэтрин Брукс              |
| Outfest                                                | 2006    | Приз зрительских симпатий Большой приз жюри | Лучшая актриса              | Кэтрин Брукс Дайан Гейдри |
| Long Island Film Festival                              | 2006    | Приз зрительских симпатий                   | Narrative Feature           | Кэтрин Брукс              |
| Paris Cinema Festival                                  | 2006    | Приз жюри                                   |                             | Кэтрин Брукс              |